# Emilio Correa Uribe
Emilio Correa Uribe (Rionegro, 10 de junio de 1904-Obando, 8 de julio de 1955) fue un periodista y político colombiano, fundador en 1929 del periódico El Diario de Pereira. 

## Biografía
Nació en la población antioqueña de Rionegro, hijo de Ramón Correa Mejía y de Manuelita Uribe. Fue el segundo de cuatro hermanos (Arturo, Eduardo y Pastorita). Cursó estudios en las ciudades de Manizales, Armenia y Pereira, esta última donde se estableció junto con su familia y a la corta edad de 13 años fundó el semanario literario "Brotes". Continuó con su labor periodística y en 1925 fundó la revista "Variedades", medio de comunicación que circuló por 4 años, hasta 1929, cuando Correa decide fundar el periódico El Diario, primer periódico de circulación diaria que tuvo la ciudad de Pereira. 
Contrajo matrimonio con Esneda Echeverri Marulanda fruto de esto sus très hijos Carlos Correa Echeverri asesinado junto a él, Lucia Correa Echeverri quien siguió sus pasos y fue una gran periodista reconocida de la ciudad de Pereira y Augusto Correa Echeverri. 
En el aspecto político, fue varias veces diputado a la Asamblea de Caldas en los años 1930 y 1940. Durante este tiempo también publicó su libro "Desde la Barra", solo uno de los tantos escritos de su fructífera carrera literaria y periodística que le valió ser considerado uno de los principales precursores del periodismo en el Eje Cafetero. En 1935 fundó la Biblioteca Pública Ramón Correa, nombrada así en honor a su padre, que fue un destacado jurista de la ciudad.

### Asesinato
En el periódico El Diario, del que era director, fue publicado en julio de 1955 la noticia del asesinato del periodista liberal Rafael Cano a manos de un conservador. Algunos días después, el 8 de julio, cuando viajaba desde Pereira a Cali, falleció en misteriosas circunstancias en una carretera cerca al municipio de Obando, en Valle del Cauca. Aunque el presidente Gustavo Rojas Pinilla declaró que su muerte fue producto de un accidente de tránsito. El 2 de agosto, el periódico El Comercio de Quito, publicó una carta del director de El Tiempo, Roberto García-Peña, en la que afirmaba que Correa fue asesinado por "los pájaros" y que el régimen militar estaba encubriendo el crimen. 
La denuncia derivó, el 8 de agosto, en el cierre del periódico El Tiempo, acusado por Rojas Pinilla de "aprovechar con fines políticos el crimen de correa". Sin embargo, este medio siguió circulando bajo la marca "Intermedio".